# Valente Pierani
Valente Pierani (ur. 22 lutego 2006 w San Nicolás) – argentyński piłkarz pochodzenia włoskiego występujący na pozycji środkowego obrońcy, od 2025 roku zawodnik Estudiantes La Plata.